# Geissanthus zakii
Geissanthus zakii là một loài thực vật có hoa trong họ Anh thảo. Loài này được (Pipoly) Ricketson & Pipoly mô tả khoa học đầu tiên năm 2003.